# ایزومالتوز
ایزومالتوز (انگلیسی: Isomaltose) یک قند دی‌ساکاریدی مشابه با مالتوز است، اما برخلاف مالتوز که پیوند آلفا-۱–۴ دارد، ایزومالتوز دارای پیوند آلفا-۱–۶ است.
ایزومالتوز یک قند احیاکننده است و زمانی تولید می‌شود که آنزیم «ترانس‌گلوکوسیداز» به «شربت‌های غنی از مالتوز» افزوده شود.
ایزومالتوز یکی از محصولات «کاراملی‌شدن گلوکز» هم هست.